# (5987) Liviogratton
(5987) Liviogratton es un asteroide perteneciente al cinturón de asteroides, región del sistema solar que se encuentra entre las órbitas de Marte y Júpiter, descubierto el 6 de junio de 1975 por el equipo del Observatorio Félix Aguilar desde el Complejo Astronómico El Leoncito, San Juan, Argentina.

## Designación y nombre
Designado provisionalmente como 1975 LQ. Fue nombrado Liviogratton en homenaje al italiano Livio Gratton, pasó muchos años en Argentina, donde estuvo en varias ocasiones a cargo del departamento de astrofísica del Observatorio de La Plata, director del Observatorio de Córdoba y primer director del Instituto de Matemáticas, Astronomía y Física de la Universidad Nacional de Córdoba.

## Características orbitales
Liviogratton está situado a una distancia media del Sol de 2,432 ua, pudiendo alejarse hasta 2,811 ua y acercarse hasta 2,053 ua. Su excentricidad es 0,155 y la inclinación orbital 5,418 grados. Emplea 1385,74 días en completar una órbita alrededor del Sol.

## Características físicas
La magnitud absoluta de Liviogratton es 13,6. Tiene 4,669 km de diámetro y su albedo se estima en 0,204. 